# Coleophora zernyi
Coleophora zernyi é uma espécie de mariposa do gênero Coleophora pertencente à família Coleophoridae.